# 巴鲁瓦地区孔布勒
巴鲁瓦地区孔布勒（法語：Combles-en-Barrois，法語發音：[kɔ̃bl ɑ̃ baʁwa]）是法国默兹省的一个市镇，位于该省西南部，属于巴勒迪克区。

## 地理
巴鲁瓦地区孔布勒（48°45'3"N, 5°7'0"E）面积10.26 平方千米，位于法国大東部大區默兹省，该省份为法国西北部内陆省份，北与比利时接壤，西接马恩省和阿登省，南至上马恩省和孚日省，东临默尔特-摩泽尔省。
与巴鲁瓦地区孔布勒接壤的市镇（或旧市镇、城区）包括：巴勒迪克、巴鲁瓦地区布里永、凡-韦勒、蒙普洛讷、索河畔特雷蒙。

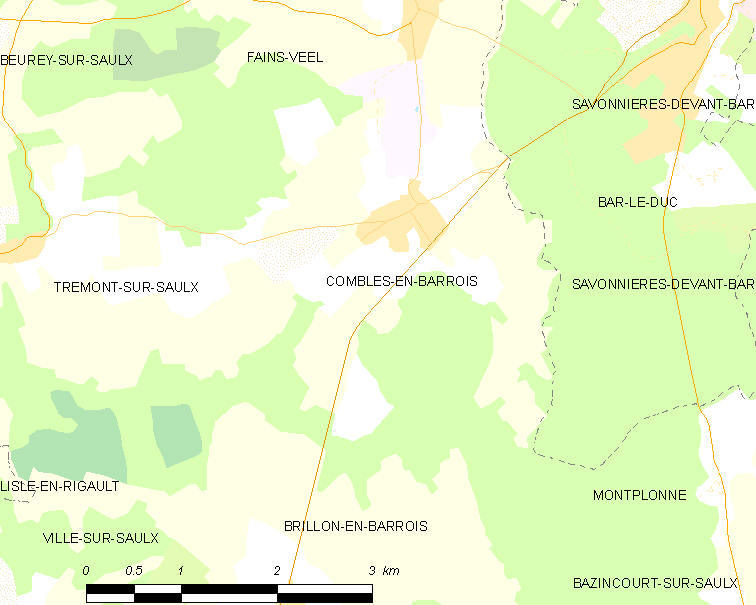
巴鲁瓦地区孔布勒的OSM定位图

巴鲁瓦地区孔布勒的时区为UTC+01:00、UTC+02:00（夏令时）。

## 行政
巴鲁瓦地区孔布勒的邮政编码为55000，INSEE市镇编码为55120。

## 政治
巴鲁瓦地区孔布勒所属的省级选区为巴勒迪克第一县。

## 人口

1962-2008年间巴鲁瓦地区孔布勒人口变化图示

巴鲁瓦地区孔布勒于2022年1月1日时的人口数量为773人。